# يعقوبو محمد
يعقوبو محمد (بالإنجليزية: Yakubu Mohammed)‏ (مواليد 25 مارس 1973)، هُو مُمثل ومُنتج ومُخرج سينمائي نيجيري. شارك يعقوبو في عدة أفلام نيجيرية أبرزها كان فيلم ليونهارت سنة 2018 وفيلم الجمهورية الرابعة (فيلم).